# Lester J. Dickinson
Lester J. Dickinson (Derby, 1873. október 29. – Des Moines, 1968. június 4.) az Amerikai Egyesült Államok szenátora (Iowa, 1931–1937).